# Guido von Madai
Guido von Madai (né le 31 janvier 1810 à Halle-sur-Saale et mort le 24 novembre 1892 à Homburg vor der Höhe, province de Hesse-Nassau) est un avocat administratif et fonctionnaire prussien. De 1867 à 1872, il est président de la police à Francfort-sur-le-Main et administrateur de l'arrondissement urbain de Francfort-sur-le-Main (de), puis président de la police à Berlin jusqu'en 1885.

## Origine
Ses parents sont Karl Wilhelm Samuel von Madai (né le 25 décembre 1777 et mort le 20 novembre 1851) et son épouse Marianne Charlotte Wilhelmine von Schubaert (née le 28 mars 1772 et mort en 1862), divorcée de la Motte-Fouqué. Son grand-père maternel est le général de division Anton Ernst Gottfried Eberhard von Schubaert (de). Le grand-père paternel est le conseiller judiciaire et médecin Carl August von Madai (de) de Halle. Karl Otto von Madai (de) est un cousin.

## Biographie
Madai étudie le droit à l'université Frédéric de 1830 à 1834. En 1832, il est nommé dans le Corps Saxonia Halle. En 1839, il entre dans la fonction publique prussienne. En 1848, il est nommé administrateur de l'arrondissement de Kosten dans la province de Posnanie. Après l'occupation de la Ville libre de Francfort et le suicide du dernier maire, Karl Konstanz Viktor Fellner (de), il est nommé commissaire civil de la ville et de la région de Francfort-sur-le-Main le 28 juillet 1866. Après l' annexion de la Ville libre par la Prusse et l'entrée en vigueur d'une constitution de la ville, il devient le 1er octobre 1867 le premier chef de la police de Francfort et administrateur de l'arrondissement urbain de Francfort-sur-le-Main (de) le 10 octobre.
Madai cultive un style administratif coopératif et met en œuvre une réorganisation complète de la police de Francfort et du pouvoir exécutif dans la ville et les communes de l'arrondissement. Malgré l'hostilité anti-prussienne qui règne à Francfort après la violente annexion, il est reconnu à Francfort, de sorte que les citoyens lui firent des adieux amicaux lorsqu'il accepte un appel à Berlin comme chef de la police le 12 août 1872. Au cours de son mandat à Berlin, il organise l'installation d'urinoirs publics, plus tard connus sous le nom de temple Madai.
Madai prend sa retraite du service actif en tant que véritable conseiller privé le 19 octobre 1885. Il déménage d'abord à Wiesbaden, puis vit à Homburg vor der Höhe. Il y meurt dans la nuit du 24 novembre 1892 à 82 ans
Il est enterré au cimetière II de Jérusalem et de la Nouvelle Église de Berlin. Il y repose aux côtés de sa première épouse Marianne née von Lattorff (de) (1811–1880). Du monument funéraire de Guido von Madai, il ne reste que le socle avec les inscriptions